# Annius Rufus
Annius Rufus war von 12 bis 15 n. Chr. der dritte Präfekt Roms in Judäa. Die einzige Quelle für seine Amtszeit stammt von Flavius Josephus, der kurz über ihn berichtet. Es liegen keine Informationen über ihn aus der Zeit vor beziehungsweise nach seiner Amtszeit in Judäa vor. Er war Nachfolger des Marcus Ambibulus.
In Annius Rufus’ Amtszeit gab es offenbar keine bemerkenswerten Vorfälle, da Josephus über keine Rebellionen gegen ihn berichtet, sondern lediglich schreibt, dass während der Amtszeit von Annius Rufus der Kaiser Augustus im Jahr 14 starb.
Münzfunde, die auf die Jahre 13 und 14 datiert werden, zeigen die bereits von Coponius und Marcus Ambibulus bekannten Symbole von Ähren und fruchttragende Dattelpalmen. Die Motivwahl erfolgte vermutlich aus Rücksicht auf die religiösen Befindlichkeiten der Juden, da das zweite der Zehn Gebote Selbstbildnisse verbietet.
Der Herrschaftsantritt des Tiberius als Nachfolger von Augustus führte offenbar zu einem Wechsel der Präfektenposition in Judäa. Valerius Gratus wurde Nachfolger von Annius Rufus.